# Nippon Foundation
La Nippon Foundation est une organisation privée, à but non lucratif, qui finance des projets philanthropiques. Elle a été créée en 1962 par Ryōichi Sasakawa, homme politique lié à l'extrême-droite nationaliste, à la secte Moon, et homme d'affaires, réputé proche des yakuzas.
La Fondation organise des courses de bateaux à moteur et les revenus des paris servent à financer des activités philanthropiques. Ces fonds sont également utilisés pour le développement du transport maritime mondial et pour des projets humanitaires, au Japon et dans le monde. Le volet humanitaire se concentre sur des actions relatives à la protection sociale, la santé publique et l’éducation.
Le dirigeant actuel est Yohei Sasakawa, fils de R. Sasakawa, homme d'affaires, ambassadeur de bonne volonté de l’Organisation mondiale de la santé (OMS) dans l’élimination de la lèpre.

## Liste de présidents
- 1962-1995 : Ryoichi Sasakawa
- 1996-2005 : Ayako Sono
- depuis 2005 : Yohei Sasakawa